# Mount Moriah (Metro de Filadelfia)
Mount Moriah  es una estación en la Ruta 13 de la línea Verde del Metro de Filadelfia. La estación se encuentra localizada en Avenidas Kingsessing & Cemetery en Filadelfia, Pensilvania. La estación Mount Moriah fue inaugurada el 1955. La Autoridad de Transporte del Sureste de Pensilvania (por sus siglas en inglés SEPTA) es la encargada por el mantenimiento y administración de la estación.

## Descripción y servicios
La estación Mount Moriah cuenta con 2 plataformas laterales y 2 vías.  

## Conexiones
La estación es abastecida por las siguientes conexiones: 
- Rutas de autobuses SEPTA: ninguna